# Hultehouse
Hultehouse – miejscowość i gmina we Francji, w regionie Grand Est, w departamencie Mozela.
Według danych na rok 1990 gminę zamieszkiwało 327 osób, a gęstość zaludnienia wynosiła 71 osób/km² (wśród 2335 gmin Lotaryngii Hultehouse plasuje się na 726. miejscu pod względem liczby ludności, natomiast pod względem powierzchni na miejscu 1045.).